# Five Wells
Five Wells (auch Fivewells – deutsch „fünf Quellen“) ist eine Megalithanlage in Taddington bei Chelmorton im Peak District in Derbyshire England. Die zu den „Derbyshire chamber Tombs“ gehörende Anlage ist (wie z. B. Green Low, Harborough Rocks (zerstört) und Minninglow) eine Abart der Medway Tombs. Die höchstgelegene britische Anlage liegt auf dem Moor. 
Nur ein Teil der Anlage ist erhalten. Das meiste Material vom etwa 28,0 m messenden Rundhügel wurde entfernt, aber der Durchmesser ist noch erkennbar. Die Decksteine der Kammern und der Gänge fehlen. Die Reste bestehen aus ursprünglich zwei Rücken an Rücken liegenden Kalksteinkammern, die Ost-West orientiert waren und von einem Gang durch den verschwundenen Hügel betreten wurden. 

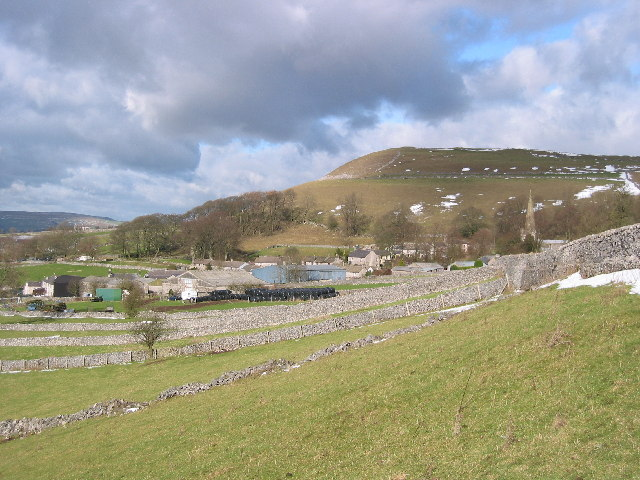
Blick auf den Hügel

Die Kammern sind trapezoid und verjüngen sich zum Ende hin. Die östliche Kammer ist relativ intakt, während die westliche stärker gestört ist, aber eindeutig baugleich war. Drei Seiten werden von großen Kalksteinplatten gebildet, dieser Bereich ähnelt dem baulichen Zustand von Wedge Tombs. Der Zugang zur Kammer wird von 1,5 m hohen Portalsteinen gebildet, die eine Frontseite bilden, wie sie für Clyde Tombs typisch ist. Allerdings liegt hier vor dem hohen Portal kein Vorplatz, sondern ein langer rechteckiger Gang, so dass der Gesamtgrundriss in etwa spatenförmig ist.